# 鬼吹灯之龙岭迷窟 (2020年电影)
《龙岭迷窟》，又名《鬼吹灯之龙岭迷窟》，改编自天下霸唱小说《鬼吹灯》系列小说，鬼吹灯系列电影之一。是由新片场影业、梦想者电影、完美文化出品、新片场影业独家宣发，朴柱天导演，林雨申、康宁、赵雷棋主演的一部奇幻冒险电影。讲述胡八一、shirley杨和王胖子等人在陕西龙岭一带探秘的故事。本片于2020年4月2日在网络平台爱奇艺播出。